# Lac d'Allier
Le lac d'Allier est un lac artificiel et de barrage situé entre Vichy et Bellerive-sur-Allier, dans le département de l'Allier, en région Auvergne-Rhône-Alpes, en France.
Il est mis en eau le 10 juin 1963 par Pierre Coulon, maire de la ville de Vichy. D'une superficie de 1,2 km2 et d'un volume de 3 000 000 m3, il est limité au nord par le pont-barrage de l'Europe mis en service la même année.
Marqueur fort de l'identité de Vichy et de son agglomération, le lac est utilisé pour des activités de loisirs et des compétitions sportives nationales telles que l'aviron, le canoë-kayak ou le triathlon.

## Géographie

### Localisation et délimitation
Le lac d'Allier est situé au sud-est du département de l'Allier, en région Auvergne-Rhône-Alpes.
Il est délimité au nord par le pont-barrage de l'Europe, à l'est par l'esplanade et les berges situées dans les prolongements des parcs Napoléon-III, Kennedy et des Bourins, à Vichy, et du sud à l'ouest par les berges de l'Allier, situées en rive gauche à Bellerive-sur-Allier.

### Communes riveraines
Le lac d'Allier ne compte que deux communes riveraines.
En rive droite, Vichy est connue pour son activité thermale. Les boulevards du Maréchal-Franchet-d'Esperey, du Maréchal-de-Lattre-de-Tassigny, le quai d'Allier, puis les parcs Napoléon-III, Kennedy et des Bourins marquent la limite entre la rivière Allier et les terres.
En rive gauche, c'est sur le territoire de la commune de Bellerive-sur-Allier que sont installés les équipements à usage sportif : le parc omnisports Pierre-Coulon (dont la Tour des Juges et le Palais du Lac situés en bordure du lac), l'hippodrome, le golf du Sporting Club de Vichy, le Sporting Tennis Vichy-Bellerive, l'ancien stade nautique, ainsi que des terrains du stade de la boucle des Isles.

### Géologie
Deux formations géologiques sont présentes en rive droite : des formations alluvionnaires, correspondant au lit majeur des cours d'eau ; on y trouve principalement sables, limons, graviers et galets, et des formations sédimentaires. Ces formations sont également présentes en rive gauche.

### Milieux naturels
Le lac d'Allier est inclus dans la zone Natura 2000 « Vallée de l'Allier Sud ».
Il est situé à cheval sur deux zones naturelles d'intérêt écologique, faunistique et floristique (ZNIEFF) :
- ZNIEFF de type 1 « Val d'Allier Vichy - Pont de Chazeuil » en aval du pont de Bellerive[5] ;
- ZNIEFF de type 1 « Val d'Allier entre Vichy et Mariol » en amont du pont de Bellerive[6].

Ces deux ZNIEFF sont incluses dans la ZNIEFF de type 2 « Lit majeur de l'Allier moyen ».

## Histoire

### De la première digue aux projets abandonnés de barrage
En 1862, l'ingénieur Radoult de la Fosse crée une digue sur la rive droite pour calmer une rivière intempestive. Cette première vague d'endiguement « contribue à la métamorphose urbaine de Vichy », permettant le développement du quartier thermal et des parcs.
Un barrage à aiguilles est créé, mais en 1913, une inondation à Bellerive, sur la rive gauche, remet en cause son utilité. La Compagnie fermière veut remplacer cet ouvrage, mais cette décision est interrompue par la Première Guerre mondiale.
Dans l'entre-deux-guerres, un nouveau projet de barrage refait surface, sans suite faute de financement. L'étude d'un pont-barrage ne connaît aucune suite en 1931, mais en 1940, « un avant-projet d'un aménagement d'un bassin en eaux mortes est soumis au commissariat aux Sports », également abandonné en raison de la Seconde Guerre mondiale ; le projet est repris en 1945 mais est à nouveau abandonné.

### La création du lac d'Allier
Le projet d'aménagement du parc d'Allier date de 1925, mais c'est en 1955 que Pierre Coulon, maire de Vichy, décide de créer le lac d'Allier et le parc des Sports.
En 1957, une étude sur le pont-barrage et le bassin d'aviron est lancée ; elle est approuvée par le conseil municipal le 2 juin 1961. Sa réalisation est confiée à l'architecte Louis Marol et au groupement d'études techniques du Centre et du Bourbonnais. La Rotonde du lac et le Yacht Club sont également construits à partir du 11 juillet 1962, tandis que le barrage à aiguilles et la passerelle des courses sont détruits trois mois plus tard.
L'endiguement des deux rives date de 1958, tandis que les premiers logements du quartier des Ailes sont érigés et un pont sur le Sichon est construit. Cette phase de domestication de l'Allier, qui a connu des crues violentes (la dernière avant aménagement en 1943), doit permettre l'implantation de six lignes d'eau de deux kilomètres de long, pour permettre l'organisation des compétitions internationales d'aviron.
Le 10 juin 1963, Pierre Coulon lance le début du remplissage du lac. Trois millions de mètres cubes sont remplis en 36 heures,. Les dispositifs anti-vagues sont mis en service le 28 juin en vue de l'organisation des championnats du monde de ski nautique ; l'inauguration a lieu le 1er septembre 1963 par Maurice Herzog, secrétaire d'État aux Sports, à l'occasion de cette compétition.

### Le lac d'Allier depuis 1963
Depuis 1963, le lac d'Allier est prisé de la population vichyssoise et fait désormais partie de l'identité de la ville. Des compétitions nationales ou internationales de sports nautiques sont régulièrement organisées, avec des retombées économiques importantes sur les hôtels, restaurants et commerces de la ville de Vichy.
La baignade y a été autorisée sur la rivière pendant trois ans, de 1966 à 1969.
Depuis les années 1990, la ville de Vichy a massivement investi pour « préserver et embellir son plan d'eau et son environnement » et « rapprocher les habitants et les visiteurs de la rivière », avec la création d'un observatoire des poissons migrateurs, la ré-autorisation de la baignade sur la rivière, puis le réaménagement de l'esplanade et des berges d'Allier.

## Berges de l'Allier

### Premiers aménagements des berges de l'Allier
Avec la création du lac, des axes routiers sont créés le long des berges. Un boulevard à quatre voies de circulation (deux par sens) est créé, afin de relier plus rapidement le centre-ville au quartier des Ailes : le boulevard du Maréchal-de-Lattre-de-Tassigny. Un pont sur le Sichon est créé juste avant son embouchure avec l'Allier (le dernier pont étant alors le pont Louis-Blanc, créé en 1909).[réf. souhaitée]

### Rénovation de l'esplanade du lac d'Allier en rive droite (2007-2009)
Le boulevard du Maréchal-de-Lattre-de-Tassigny a été construit avec des caractéristiques d'une voie express, qui « a brutalement interrompu la continuité de la grande promenade verte initiée par Napoléon III ».
Au milieu des années 2000, la ville de Vichy entreprend la rénovation de l'esplanade du lac d'Allier en confiant la maîtrise d'œuvre à une équipe pluridisciplinaire, mandatée par le cabinet d'architectes-paysagistes Axe Saône, qui a conçu « un aménagement inspiré successivement par les différents contextes et ambiances rencontrées au fil de la promenade, du cœur urbain jusqu'aux rives sauvages de la rivière », sur un linéaire de 1,5 km.
L'ancienne chaussée sud-nord du boulevard du Maréchal-de-Lattre-de-Tassigny est rénovée dans un premier temps pour être transformée en boulevard à deux fois une voie de circulation, entrecoupée par neuf couples de passages piétons assurant le lien entre la contre-allée et la rivière. La livraison de cet axe est effective le 9 juillet 2007[réf. souhaitée] ; l'ancienne chaussée nord-sud est refaite à son tour avec une voie piétonne, une piste cyclable bidirectionnelle et une multitude de plantations — liquidambars, pins Napoléon, pins sylvestres, etc. — et d'équipements — abris, bancs et poubelles — implantés avec une disposition aléatoire. Des belvédères, qui dépassent de la berge, ont été aménagés. La première phase de l'inauguration a eu lieu le 16 février 2008.
La deuxième phase des travaux concerne le réaménagement du boulevard du Maréchal-Franchet-d'Esperey, qui devient une voie à sens unique dans le sens nord-sud. Les promenades piétonne et cyclable sont prolongées jusqu'au pont de l'Europe. La chaussée rénovée est livrée au début du mois de mai 2009 ; l'inauguration de l'esplanade a lieu le 16 mai 2009.[réf. souhaitée]
En 2011, la ville a reçu le prix régional au palmarès régional de l'architecture et de l'aménagement.

Boulevards du Maréchal-de-Lattre-de-Tassigny et du Maréchal-Franchet-d'Esperey
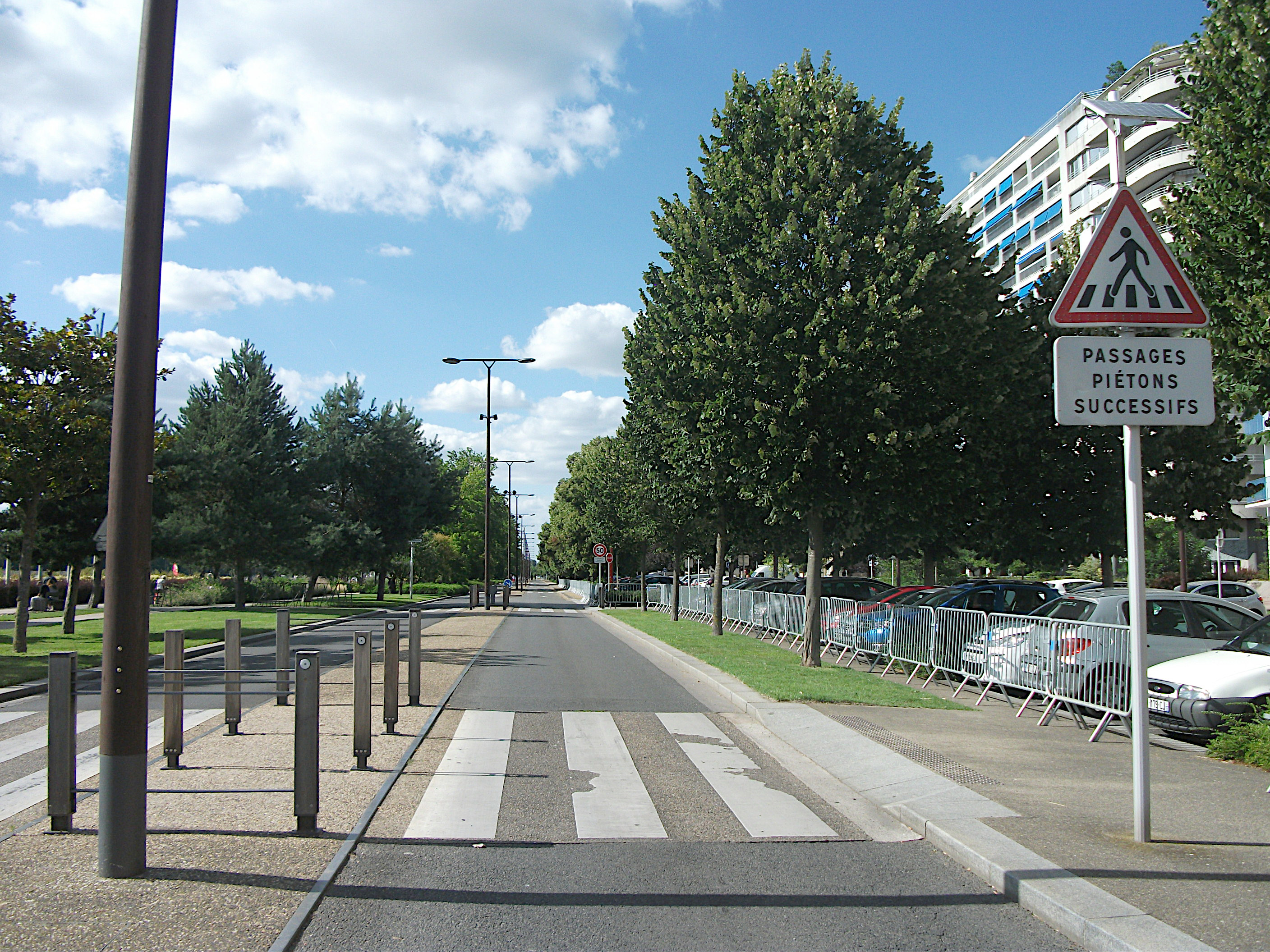
Chaussées principales du boulevard, en juillet 2017.
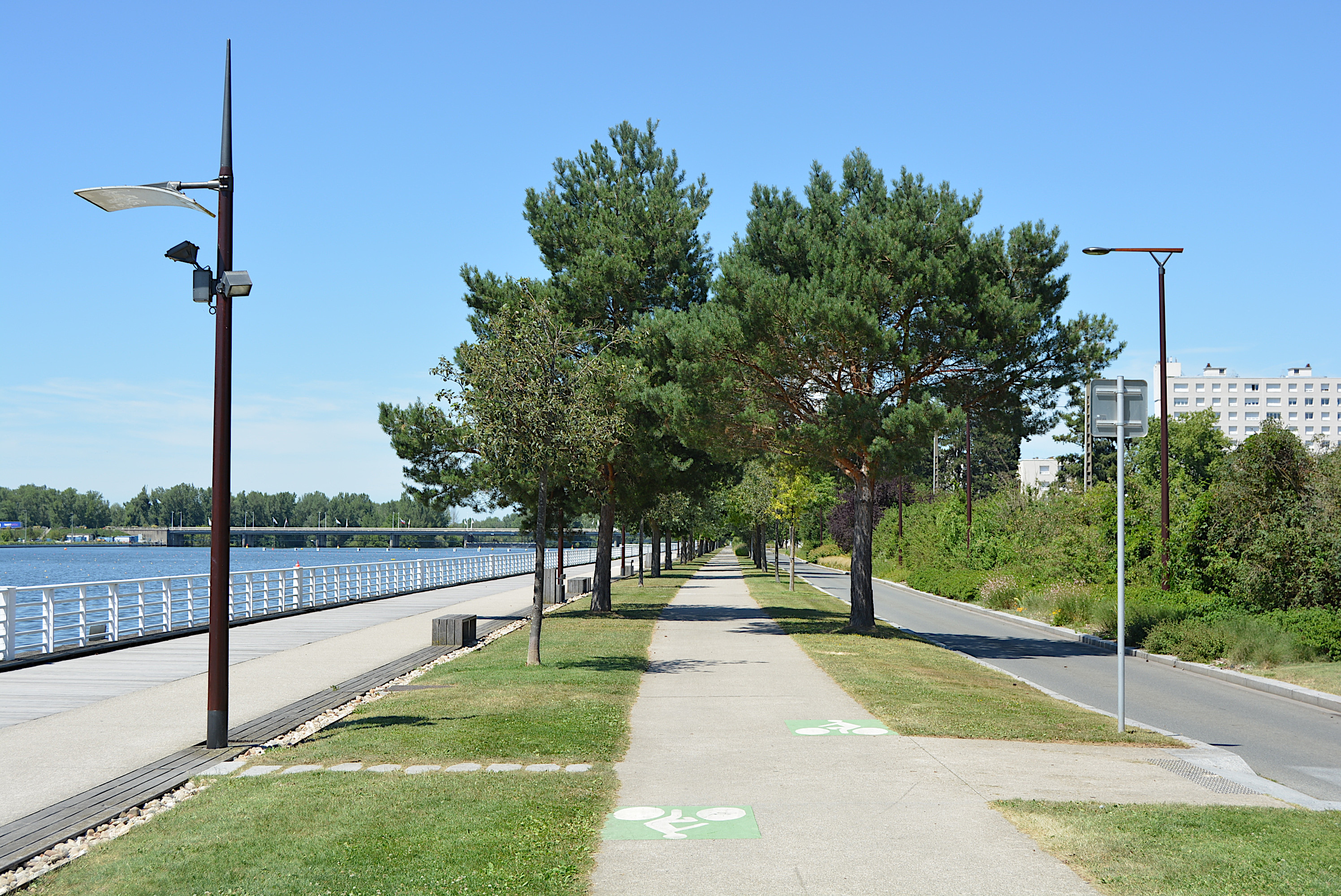
Piste cyclable, en juillet 2022.
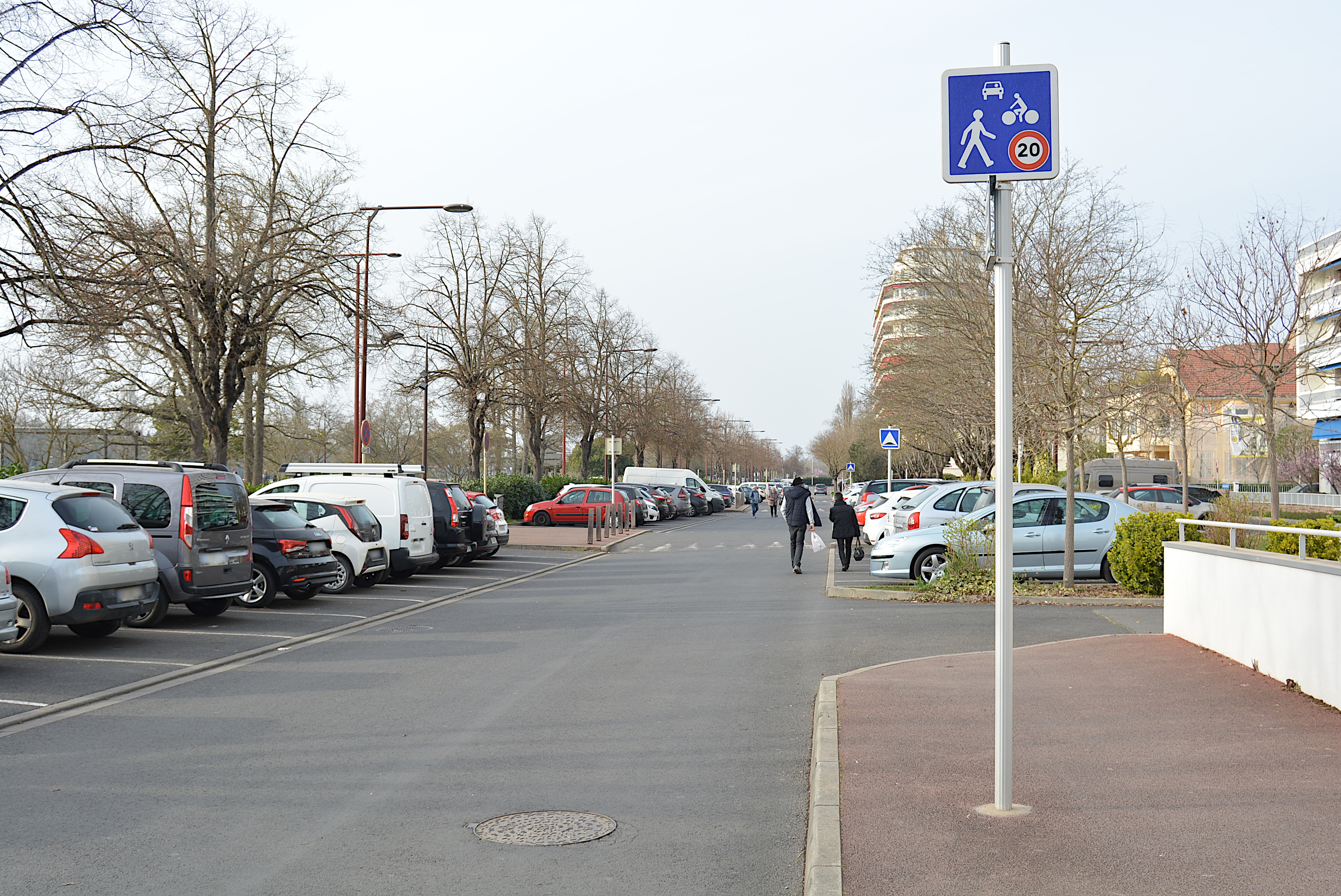
La contre-allée, photographiée en mars 2022, a été rénovée au début de l'année 2014 et dessert des bâtiments avec vue sur la rivière.
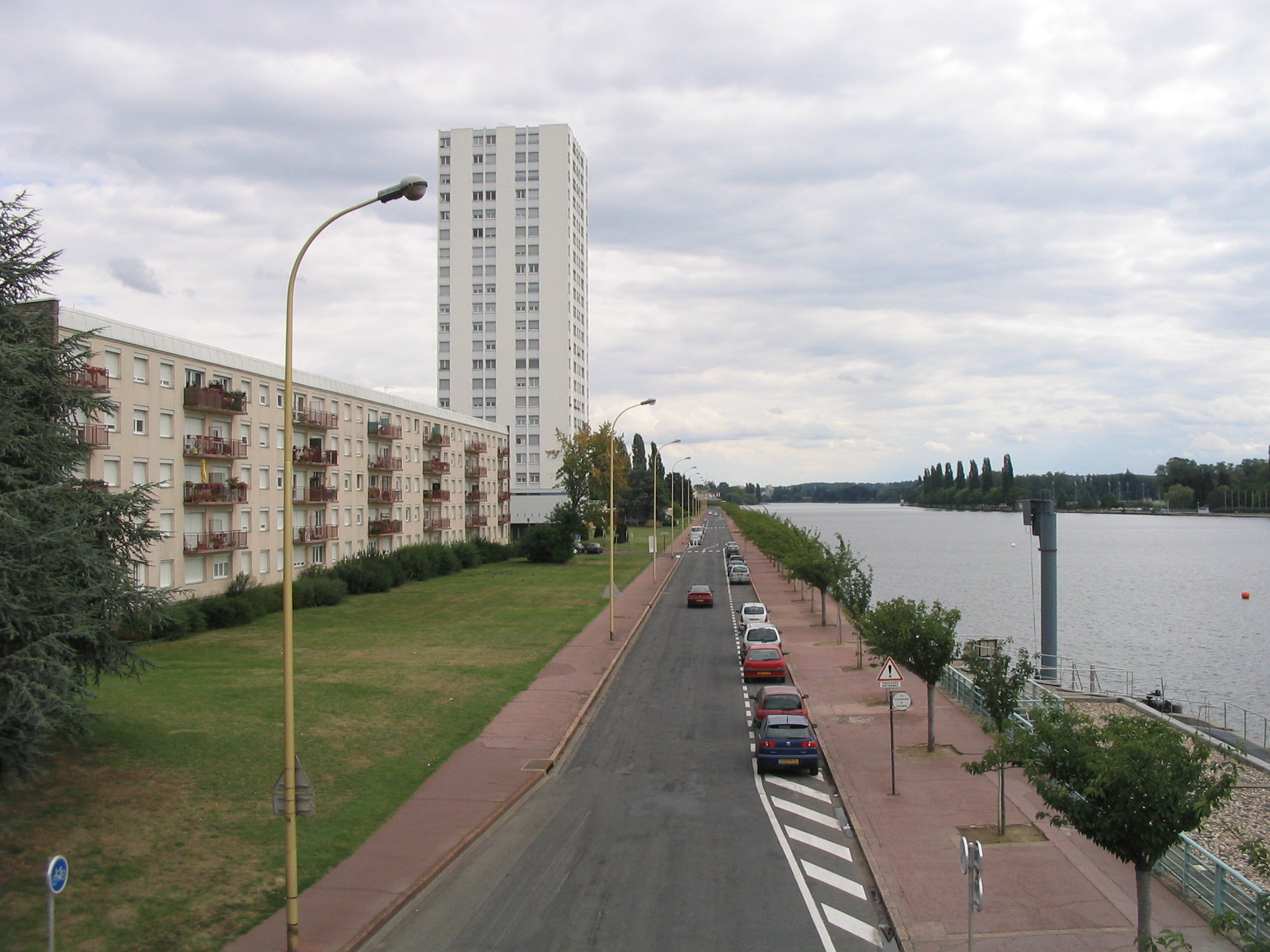
Le boulevard du Maréchal-Franchet-d'Esperey en août 2006…
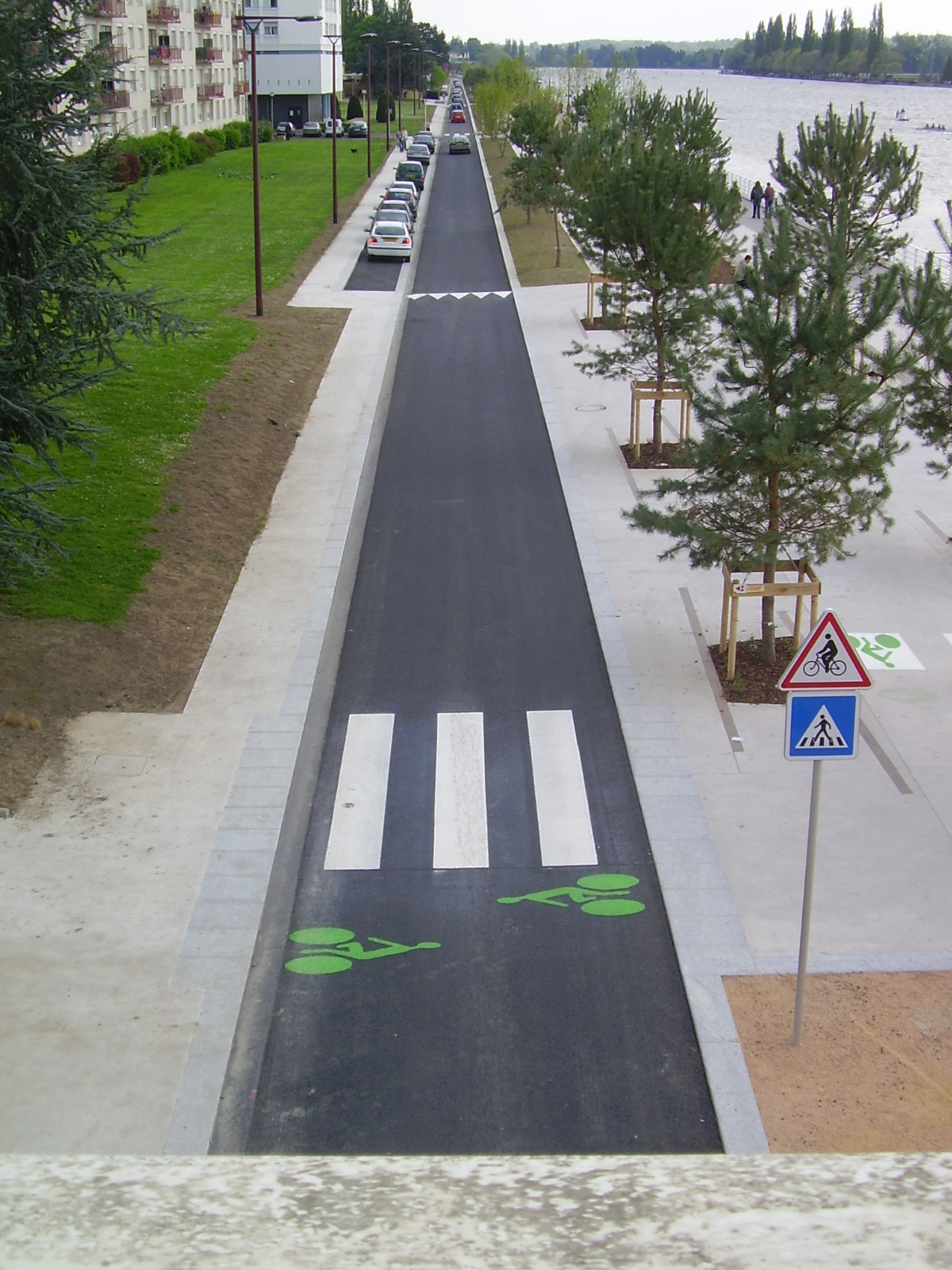
…et après sa rénovation, en mai 2009.

### Rénovation des berges d'Allier en rive droite (2014)
Après l'esplanade du lac d'Allier, la ville de Vichy décide de continuer le réaménagement des berges de l'Allier entre le quai d'Allier et la plage des Célestins. La maîtrise d'œuvre est toujours confiée au cabinet d'architectes-paysagistes Axe Saône, avec pour objectif — identique à ce qui a été réalisé en aval — de « rapprocher les habitants et les visiteurs de la rivière ». Le chantier doit être terminé pour le lancement de la saison estivale 2014.
Le chantier de la promenade des berges de l'Allier a commencé en février 2013 par des travaux de renaturation, de stabilisation et de confortement des berges,.
Les choix architecturaux ont été soigneusement pensés en utilisant, pour les cheminements, du bois et du béton désactivé ; onze escaliers reliant les parcs Napoléon-III et Kennedy aux berges ont été construits et trois chemins transversaux ont été réaménagés avec un revêtement en béton désactivé pour inciter les visiteurs à rejoindre les bords de l'Allier depuis le centre-ville. Les terrasses de deux restaurants situés en bordure du lac ont été agrandies afin de donner un esprit guinguette. La plage des Célestins bénéficie également d'un réaménagement, sept ans après sa réouverture.
Les travaux d'aménagement de la rive droite ont coûté 8,5 millions d'euros hors taxes, avec des subventions de l'Union européenne via le Fonds européen de développement régional, de la communauté d'agglomération de Vichy Val d'Allier, du conseil général de l'Allier et du ministère du Tourisme en vue de la mise en accessibilité d'un équipement touristique.
L'aménagement a été inauguré le 28 juin 2014, à l'occasion de l'ouverture de la saison estivale.

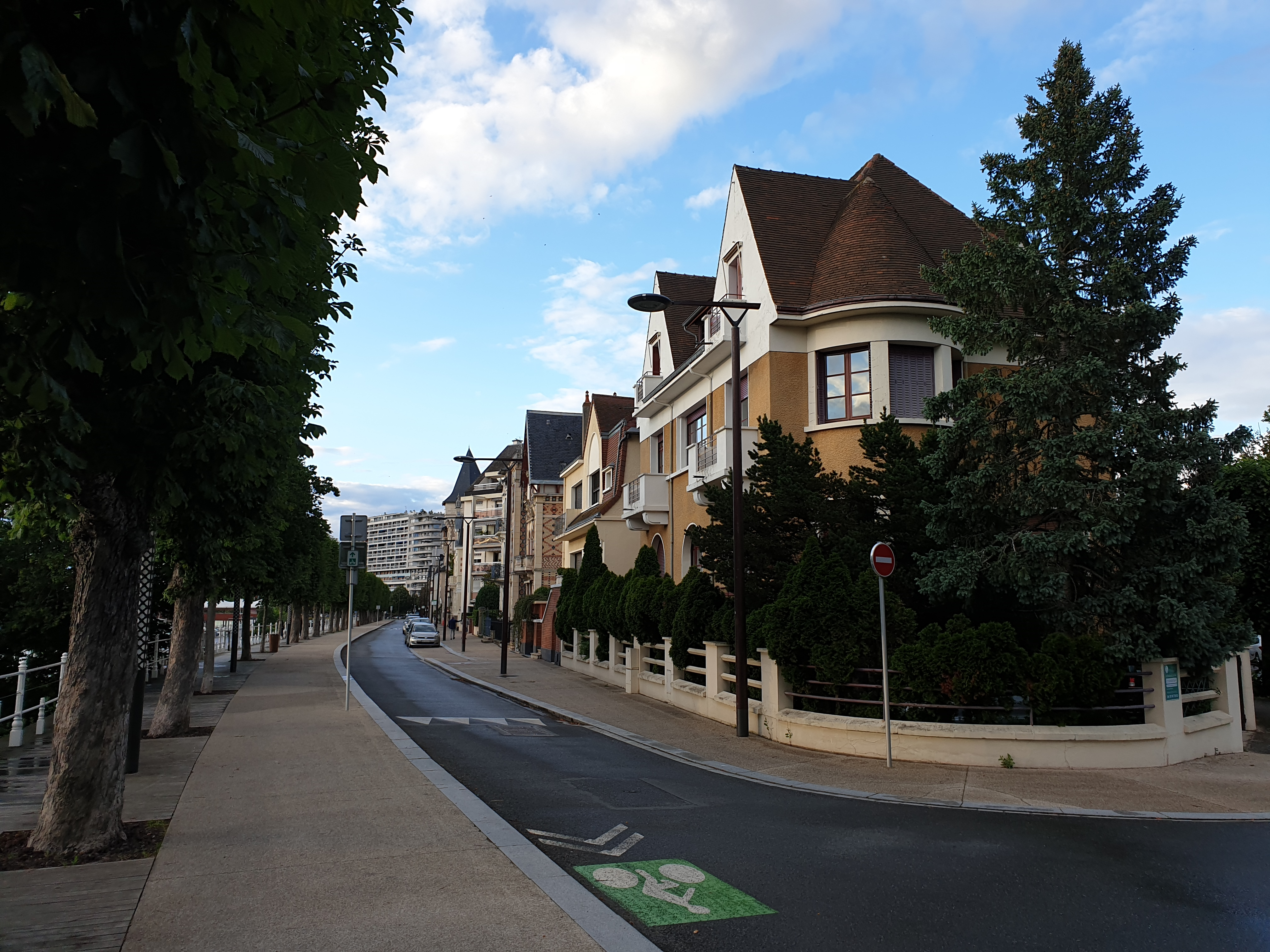
Chaussée du quai d'Allier, en juin 2020.
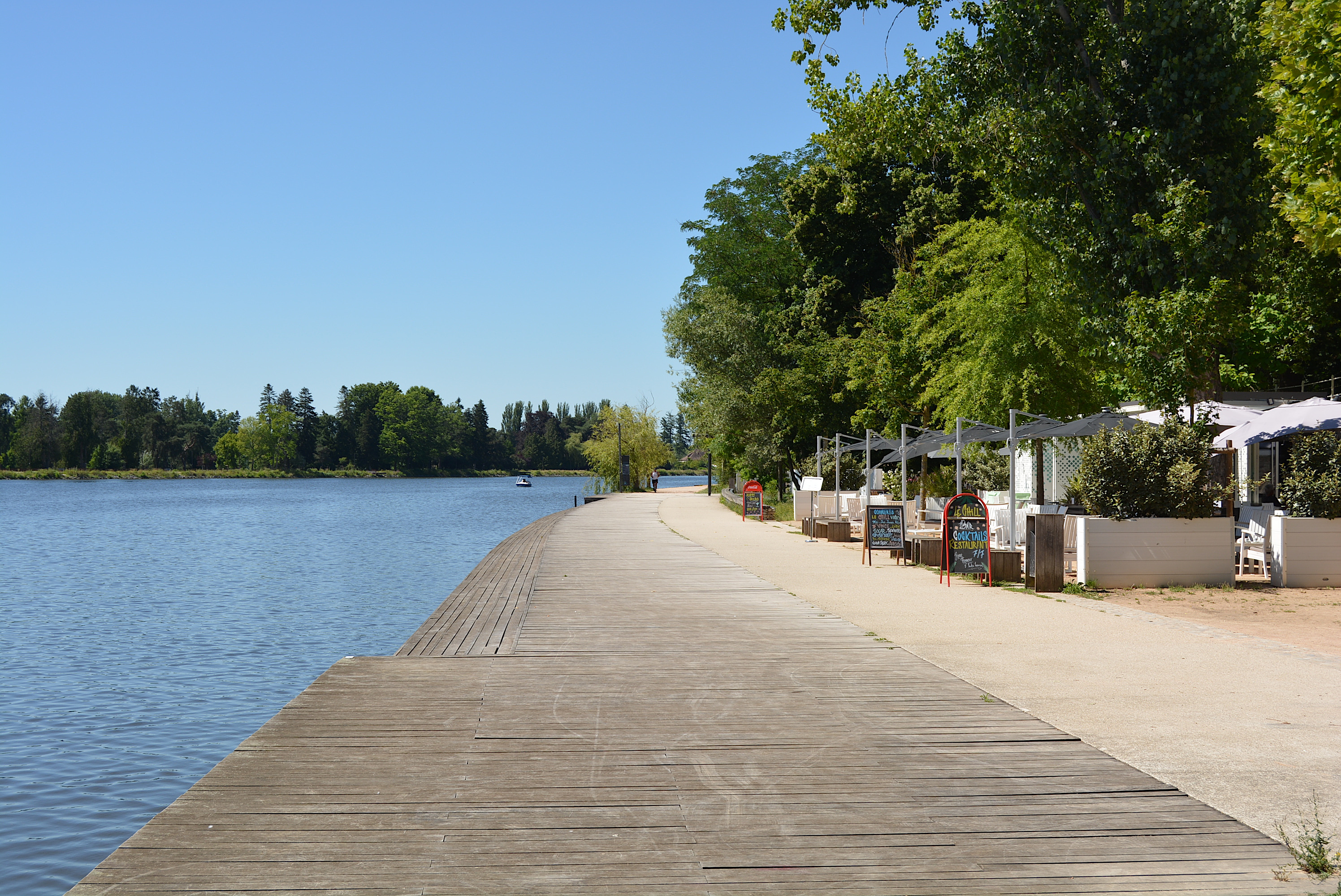
Aperçu de l'aménagement des berges de l'Allier, en juillet 2023.

La digue Napoléon III, qui sépare les berges d'Allier du parc Napoléon-III, n'a pas été rénovée dans le cadre de la rénovation de 2014, car elle appartenait toujours à l'État. En 2017, une opération de rénovation de la digue, construite à la suite des crues de 1846 et de 1856, a été conduite par le service prévention des risques de la direction départementale des territoires de l'Allier, constatant la dégradation des joints favorisant l'infiltration d'eau.

### Réaménagement des berges d'Allier en rive gauche (2019)
Le projet de réaménagement des berges d'Allier en rive gauche s'inscrit dans le cadre du projet d'agglomération 2025 porté par l'ancienne communauté d'agglomération de Vichy Val d'Allier, avec la mise en valeur de la boucle des Isles.[réf. nécessaire] Le conseil communautaire de la communauté d'agglomération Vichy Communauté du 28 septembre 2017 a validé ce projet de réhabilitation de l'ensemble de la rive gauche, mené avec les communes de Bellerive-sur-Allier et de Vichy, cette dernière réalisant le curage du plan d'eau et la rénovation des vannes du barrage.
Le projet d'aménagement de la rive gauche, qui s'étend de la boucle des Isles au pont de l'Europe, répond à trois enjeux : proximité et solidarité territoriale (organisation des déplacements), développement communautaire (réduction de la vulnérabilité aux inondations et préservation d'un environnement de qualité) et stratégies au niveau métropolitain (dont la valorisation de l'axe Allier et le développement de l'économie touristique), et à plusieurs objectifs, tels que le renforcement de l'attractivité de l'agglomération et notamment celle de Bellerive-sur-Allier.
Les travaux d'aménagement ont été autorisés par un arrêté du préfet de l'Allier en juillet 2018.
Le réaménagement commence par le curage du lac, afin de retirer les sédiments déposés sur la rivière. Cette opération s'est tenue du 8 octobre 2018 à fin mars 2019. La rénovation des berges de la rive gauche comprend une importante phase de rénovation écologique, en supprimant les enrochements et le mur en béton séparant la promenade de la rivière pour laisser place « à une végétation spécifique et adaptée aux bords de cours d'eau », la rénovation de la confluence du Sarmon avec l'Allier et la suppression de la circulation routière sur la rue Claude-Decloitre, voie longeant la rivière permettant d'accéder aux campings.

Confluence entre l'Allier et le Sarmon
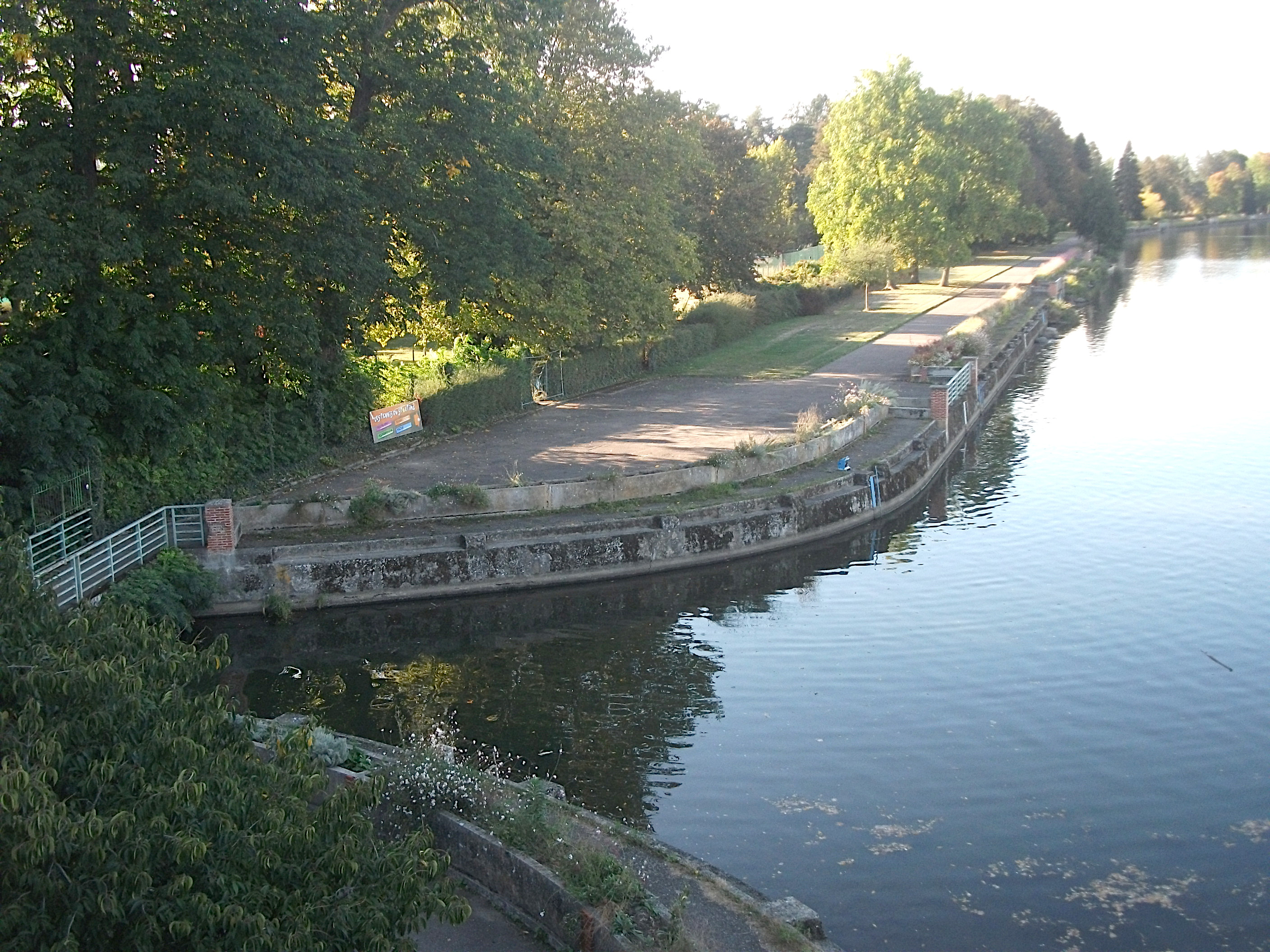
Avant sa rénovation (6 octobre 2018) : un mur en béton séparait le chemin de la rivière.
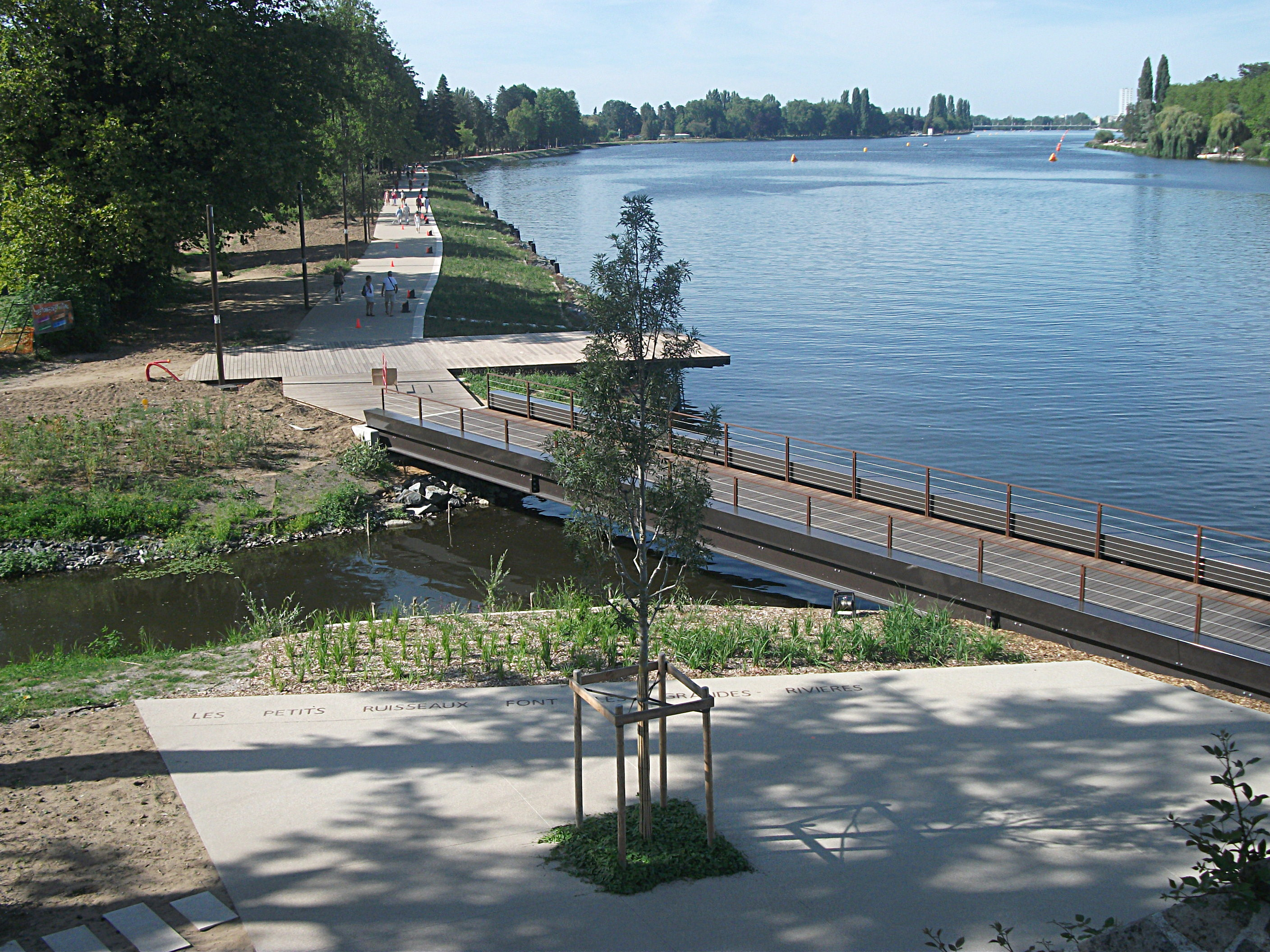
Après sa rénovation (24 août 2019) : la végétation sépare le chemin de la rivière. Un nouveau pont a été construit et des belvédères ont été créés.

#### Financement
Les travaux sont réalisés sous la maîtrise d'ouvrage de la communauté d'agglomération Vichy Communauté et des communes de Vichy et Bellerive-sur-Allier et sous la maîtrise d'œuvre d'une équipe pluridisciplinaire conduite par l'agence d'architecture Axe Saône.
Le montant des travaux, d'environ 20 millions d'euros, bénéficie de subventions européennes et nationales. Il se répartit comme suit :
| Financeur | Coût        |
| --- | ----------- |
| Europe (programme opérationnel interrégional) | 1 712 000 € |
| État (contrat de plan État-Région) | 1 000 000 € |
| Région Auvergne-Rhône-Alpes (contrats Ambition Région, contrat pour une gestion durable du Val d'Allier, contrat de plan État-Région et voie verte) | 4 441 120 € |
| Département de l'Allier | 1 750 000 € |
| Communauté d'agglomération Vichy Communauté | 8 000 000 € |
| Ville de Bellerive-sur-Allier | 1 000 000 € |
| Ville de Vichy | 2 000 000 € |
| Agence de l'eau | 2 080 000 € |

#### De nouvelles voies dans le quartier des Belles Rives d'Allier
La suppression de la circulation routière sur la rue Claude-Decloitre implique également le réaménagement de plusieurs rues. Outre la rénovation de la rue de la Grange-aux-Grains et de son prolongement, la rue Eugénie-Desgouttes elle-même prolongée jusqu'à l'avenue du Général-de-Gaulle (route départementale 131), deux nouvelles routes desservant les campings et les restaurants, accompagnées de parkings, pallient cette suppression :
- l'ancienne voie d'accès est complétée par un parking d'une capacité annoncée de 50 places ; nommée allée Jean-Coutière[Note 2], elle a été inaugurée le 30 octobre 2021[16] ;
- une allée des Belles-Rives est créée avec deux parkings de 88 et 37 places ;
- une allée des Isles est créée avec un parking de 47 places.

Ces voies ont été dénommées par une délibération du conseil municipal de Bellerive-sur-Allier le 11 février 2020.

Rues desservant le quartier des Belles Rives d'Allier
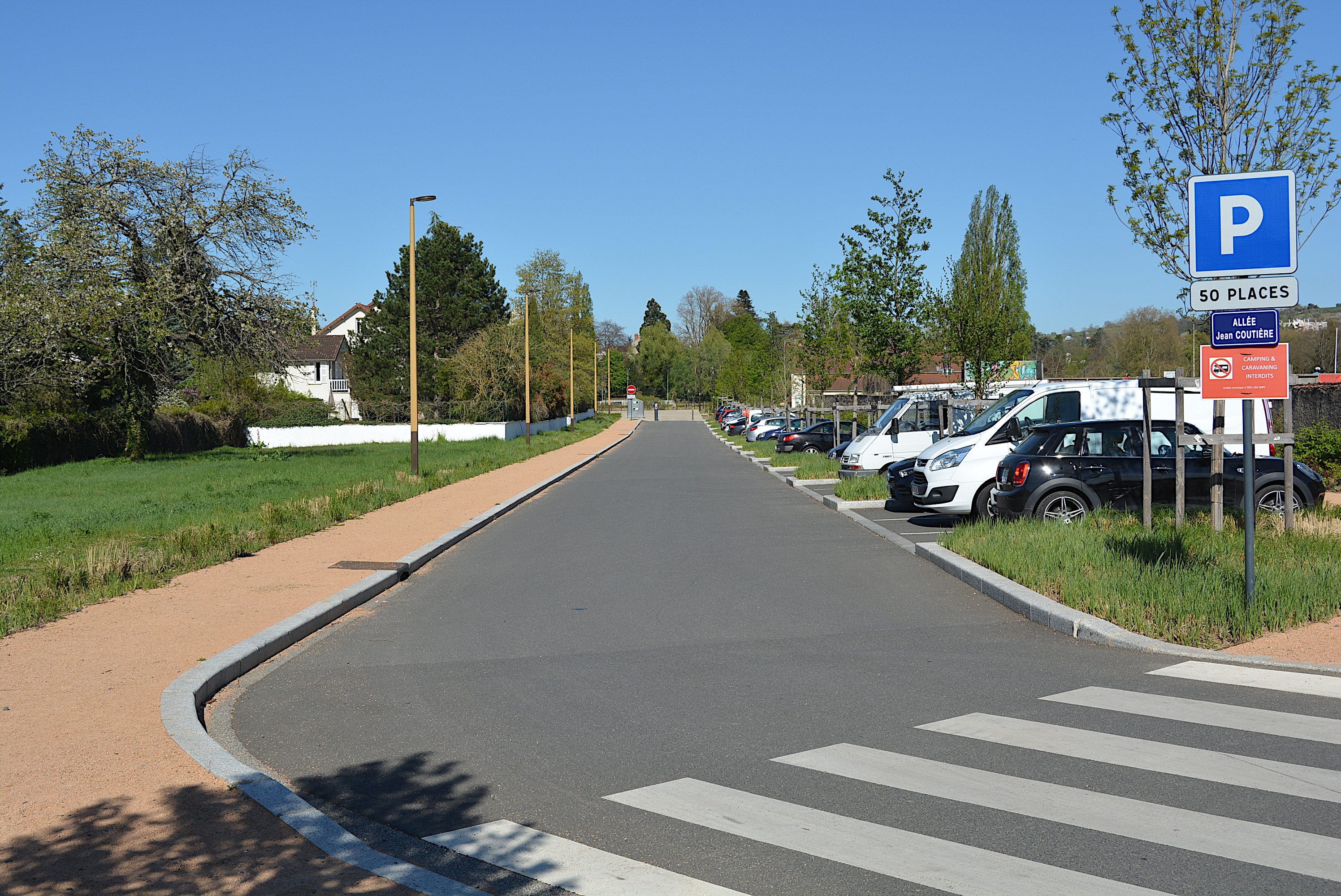
Allée Jean-Coutière.
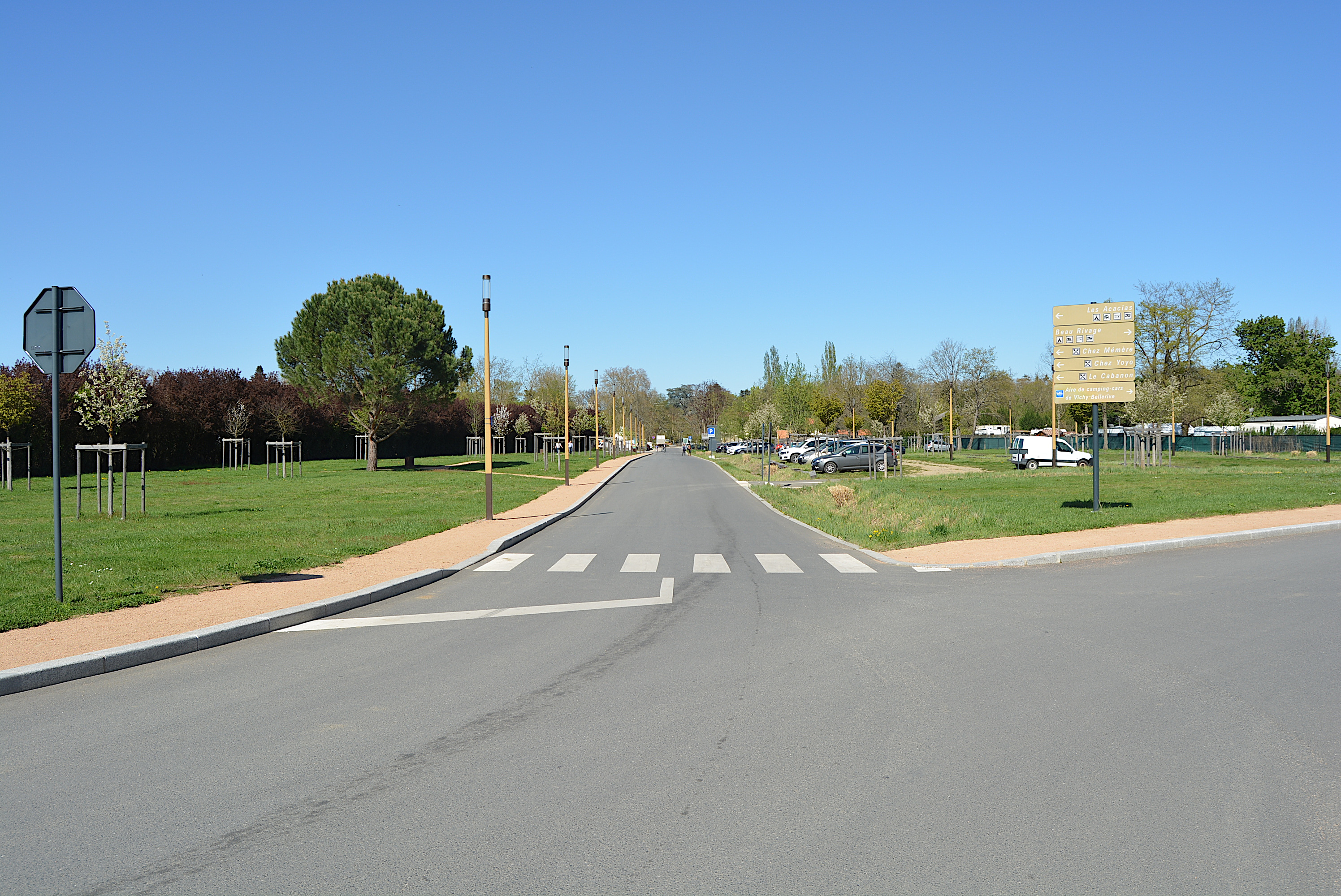
Allée des Belles-Rives.
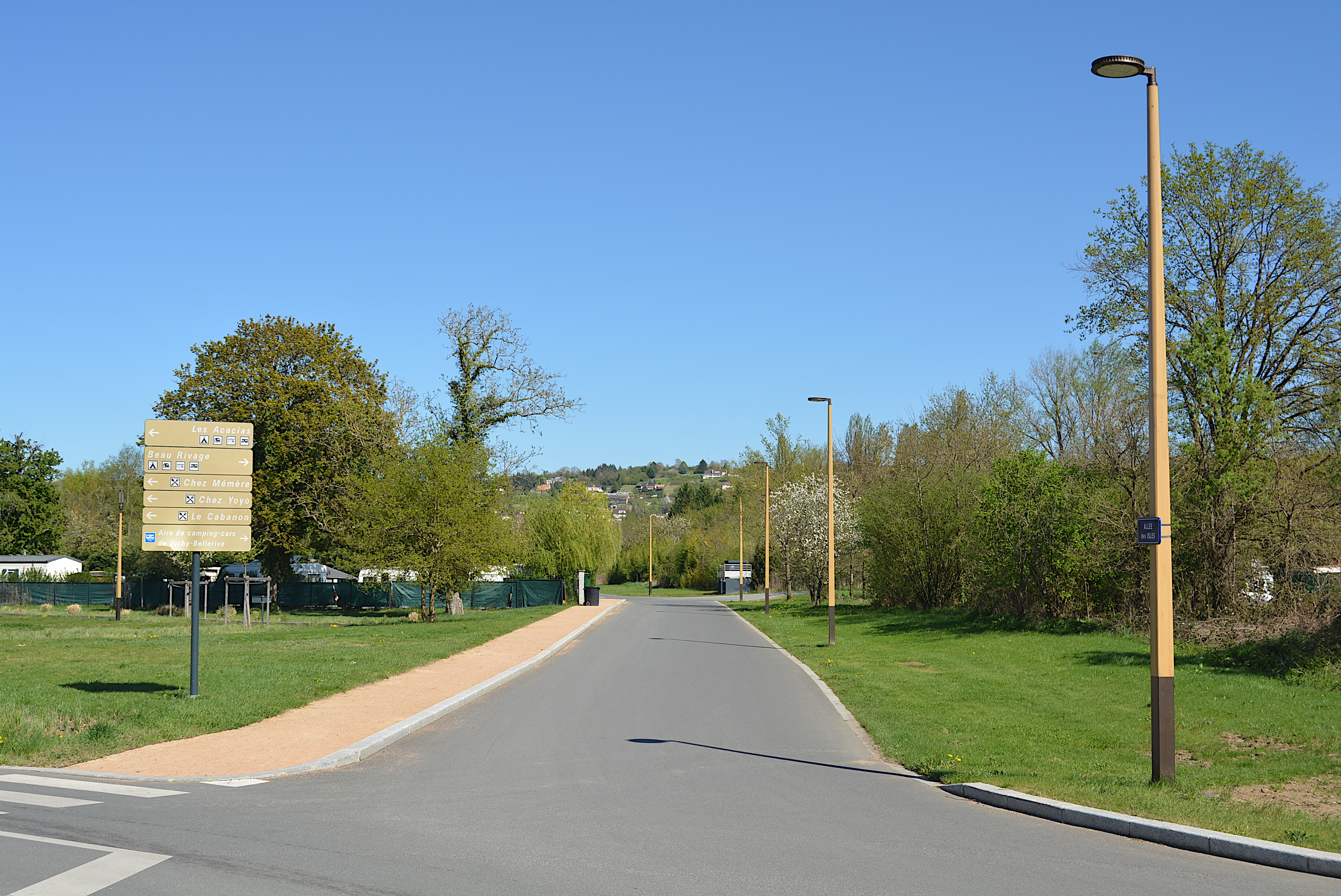
Allée des Isles.
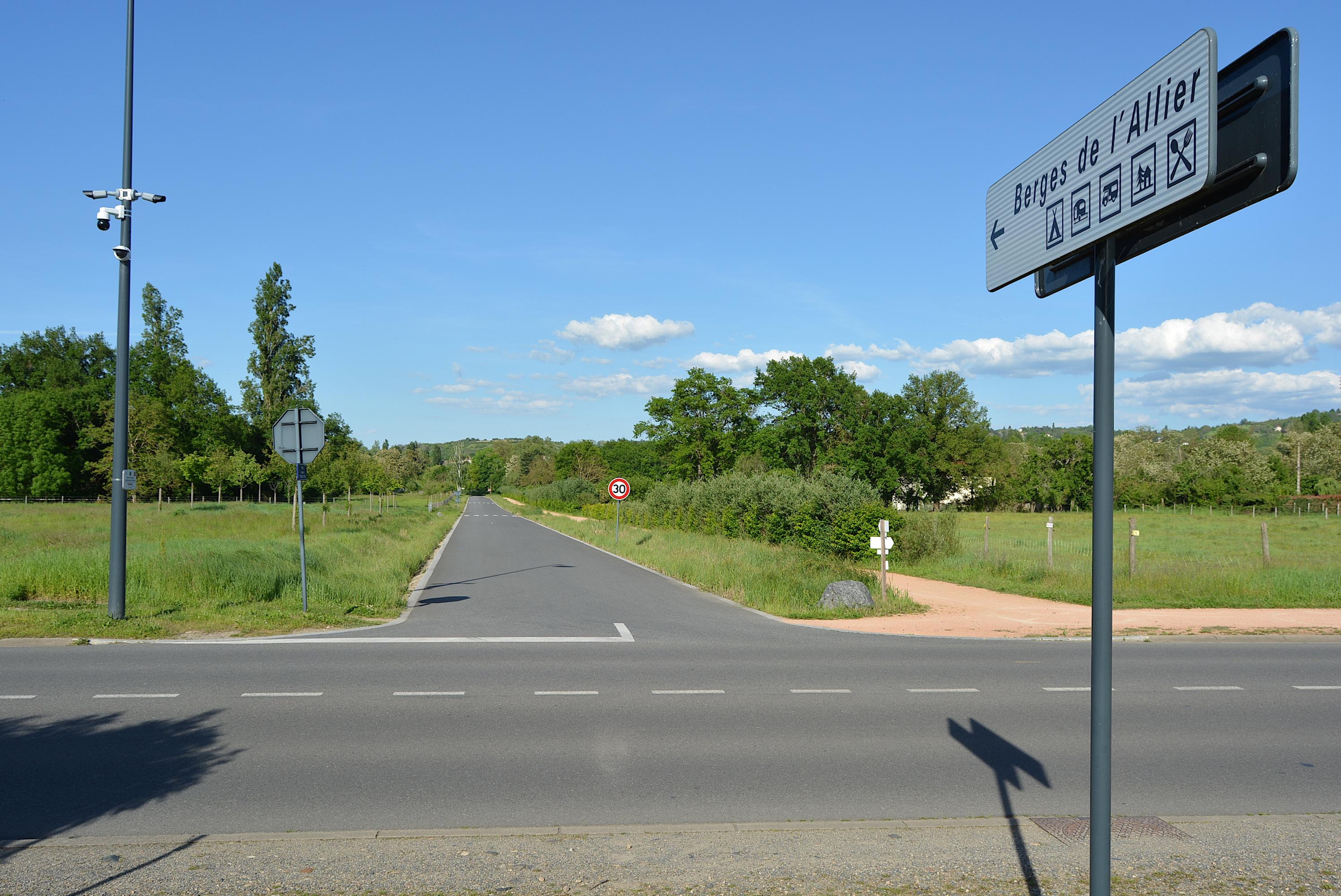
Rue Eugénie-Desgouttes prolongée.

#### Une inauguration reportée après un orage
L'inauguration du réaménagement des berges d'Allier était planifiée pour le 27 juillet 2019, avec des animations et des démonstrations de golf et de paddle, et un ruban inaugural coupé à la confluence avec le Sarmon. Mais la veille (le 26 juillet), un violent orage, provoquant la chute d'arbres à Vichy, y compris sur les berges qui venaient d'être rénovées, contraint la ville de Vichy à annuler cette inauguration,,.
L'inauguration est reportée au 5 octobre. À cette occasion, des milliers de personnes étaient réunies ainsi que des élus locaux. Frédéric Aguilera, maire de Vichy et président de Vichy Communauté, a annoncé l'acquisition du Sporting Tennis, afin d'en faire « un grand centre de terre battue conjoint avec Roland-Garros ».
Cette inauguration marque la fin d'un chantier qui a duré seulement un an.

## Gestion et entretien

### Zonages
Le lac d'Allier est intégralement inclus dans le périmètre du schéma d'aménagement et de gestion des eaux (SAGE) Allier Aval, approuvé par arrêté inter-préfectoral du 13 novembre 2015.

### Curage du plan d'eau
Tous les trente ans, le lac d'Allier doit être vidangé afin d'évacuer des sédiments. La première opération datait de 1991.
La deuxième opération de vidange s'est tenue du 8 octobre 2018 pour deux semaines, en prévision de la rénovation des berges d'Allier en rive gauche. Elle devait permettre le retrait de 50 000 m3 de sédiments, après évacuation de 2 500 000 m3 d'eau par ouverture lente des vannes du barrage de l'Europe.

Vidange du lac d'Allier (2018)
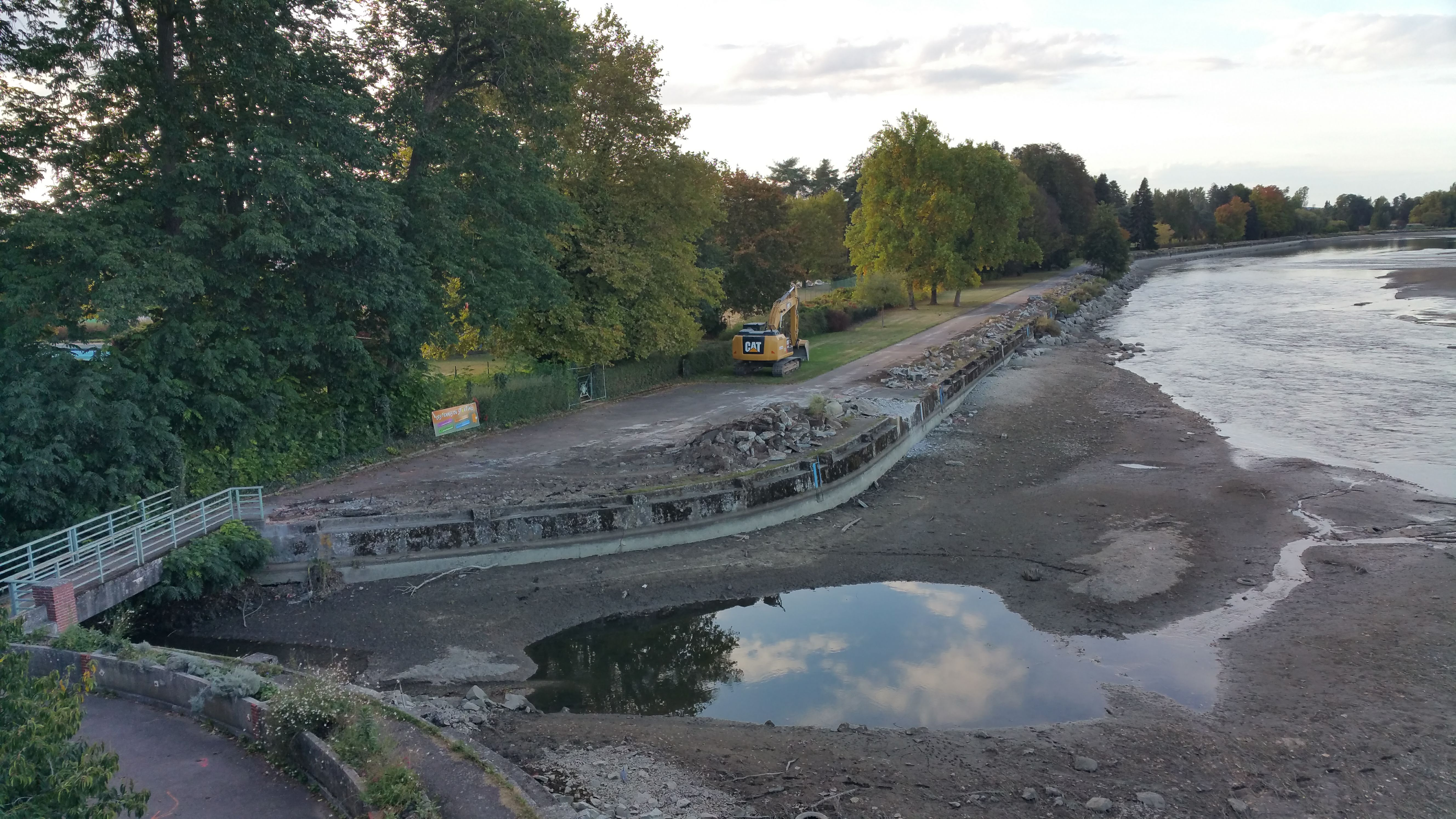
Côté rive gauche.
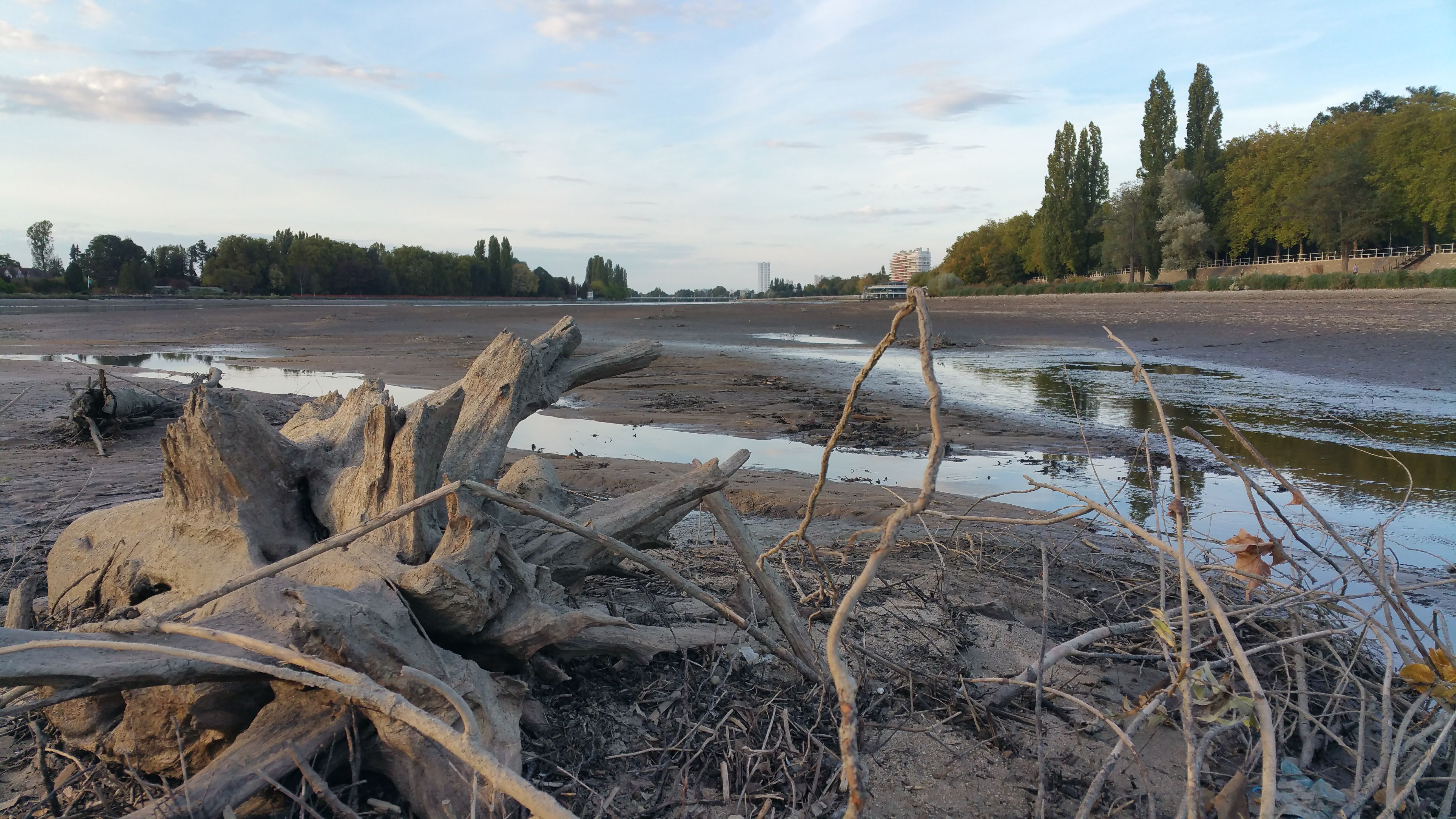
Bois flotté.

### Faune et flore

#### Remontée des saumons
Avec la construction du pont-barrage de l'Europe, des dispositifs de franchissement sont intégrés « afin de garantir la libre circulation des poissons migrateurs ». Les extractions massives de granulats, interdites depuis 1981, ont fortement réduit l'accessibilité des deux passes à poissons installées. En 1987, la ville de Vichy a engagé un projet d'amélioration des dispositifs de franchissement, mis en œuvre en 1995.
La passe à poissons, en rive droite, permet notamment aux saumons de remonter les 6,5 mètres de dénivelé sur 120 mètres. Un observatoire des poissons migrateurs est alors créé en 1996 et permet au public de découvrir la migration de ces poissons, plus particulièrement les saumons. Géré par la ville de Vichy, il accueille chaque année près de 8 000 visiteurs.
À sa première année d'exploitation, en 1996, 235 saumons ont été observés. En 2019, ce nombre passe à 374, après un pic à 1 238 en 2003.

## Événements, sports et loisirs

### Festivités
Dans le cadre des saisons estivales de Vichy et de Bellerive-sur-Allier, plusieurs animations sont proposées sur le lac d'Allier.
Tous les 14 juillet et 15 août, le feu d'artifice de Vichy est tiré depuis la rive gauche. Cet événement, inscrit dans le cadre de la saison estivale de Vichy, réunit des milliers de personnes en rive droite.

### Compétitions sportives

#### Aviron
Le Club de l'aviron de Vichy organise régulièrement des championnats d'aviron, au niveau national, européen ou mondial.

#### Canoë-kayak
En mai 2010, Vichy a accueilli une manche des championnats du monde de course en ligne de canoë-kayak, en perspective de l'organisation des championnats du monde qui devaient se tenir l'année suivante.

#### Motonautisme
Le Club nautique de Vichy organise les championnats de motonautisme, au niveau national (à plusieurs reprises dans les années 2000 et 2010) ou mondial (les premiers championnats du monde ont eu lieu le jour de l'inauguration du lac le 1er septembre 1963).
Du 28 au 30 juillet 2023, Vichy a accueilli la deuxième manche des Jet Ski World Series.

#### Ski nautique
Les championnats du monde de ski nautique de vitesse, organisés par le Club nautique de Vichy, ont eu lieu du 7 au 15 septembre 2019.
La Youro-Kup, compétition internationale de ski nautique, s'est tenue du 25 au 27 août 2023. Elle a été organisée à Vichy en réponse à la participation d'une équipe belge présente au Carnaval du Lac en 2022. Quatre équipes (deux allemandes, une belge et une suédoise) ont participé.

#### Triathlon et dérivés
Les épreuves de triathlon commencent par la natation sur le lac d'Allier.
- Challenge Vichy, de 2011 à 2014.
- Ironman Vichy, sous ce nom depuis 2015 (sauf en 2020, annulée).
- Triathlon de Vichy-Bellerive.

Depuis 2022, la Yotta XP est une compétition d'aquathlon combinant une épreuve de nage en eau libre et de la course à pied dans le parc omnisports.

Aperçu des événements sportifs sur le lac d'Allier
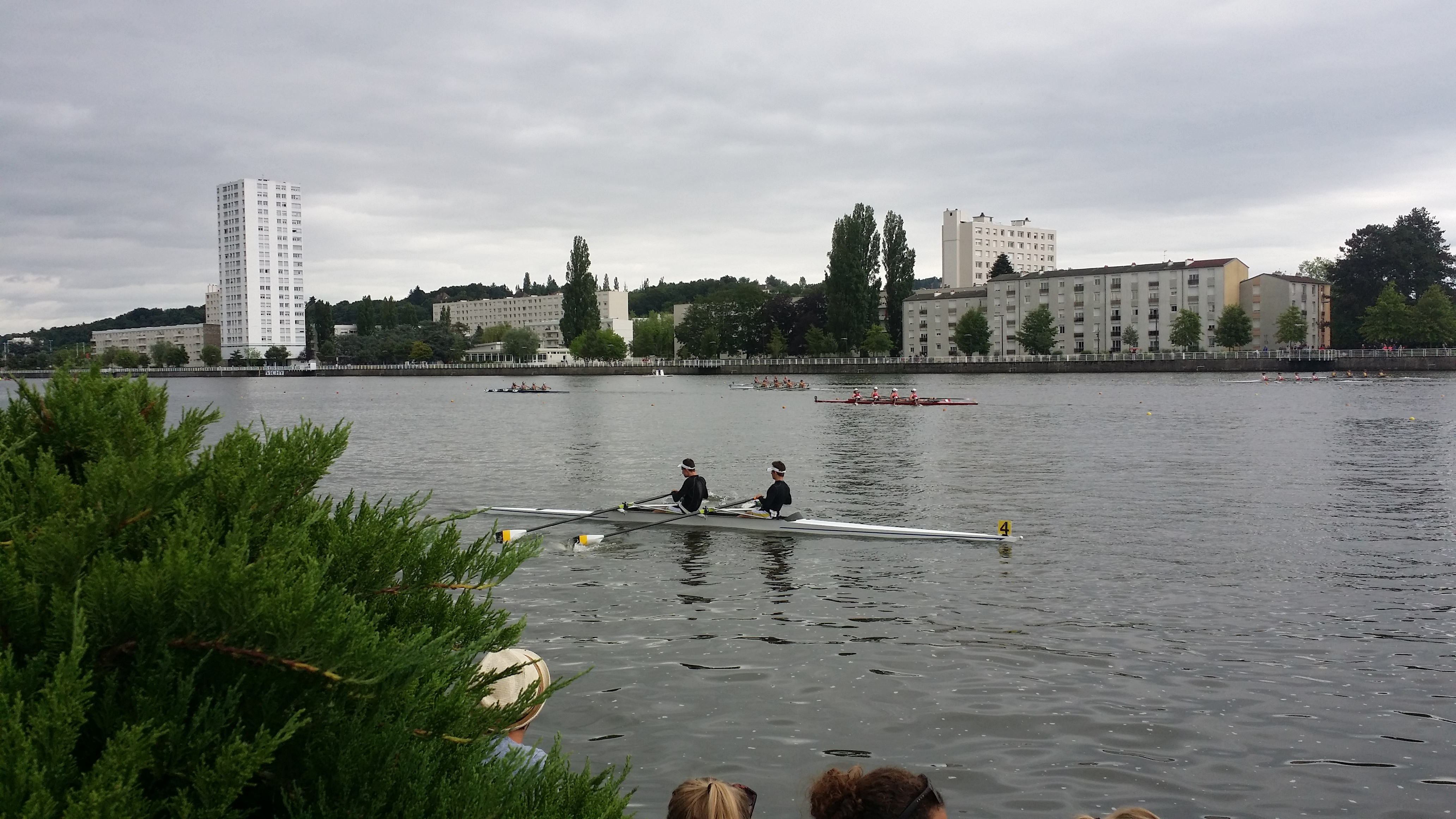
Aviron (championnats de France 2016).
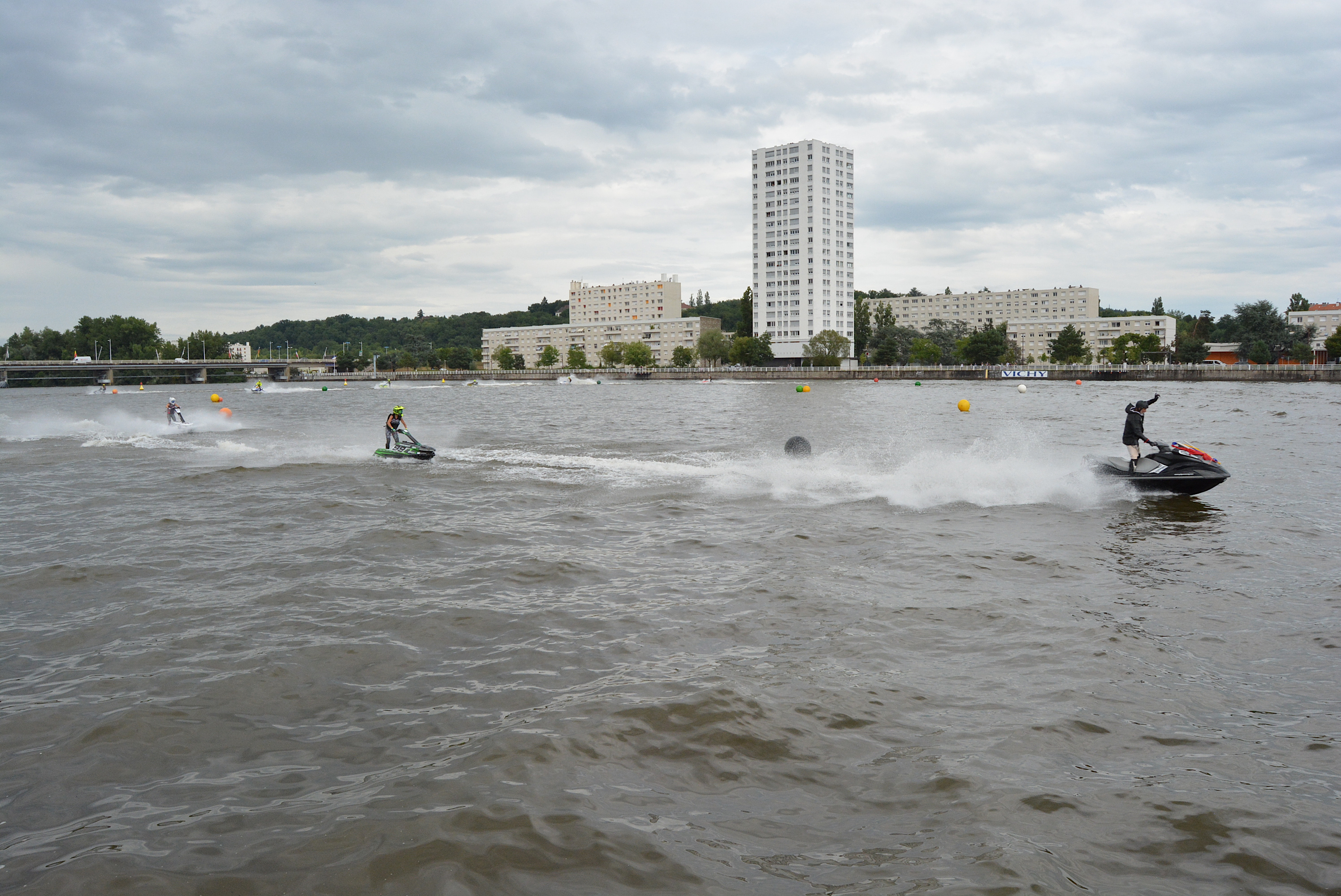
Motonautisme (Jet Ski World Series 2023).
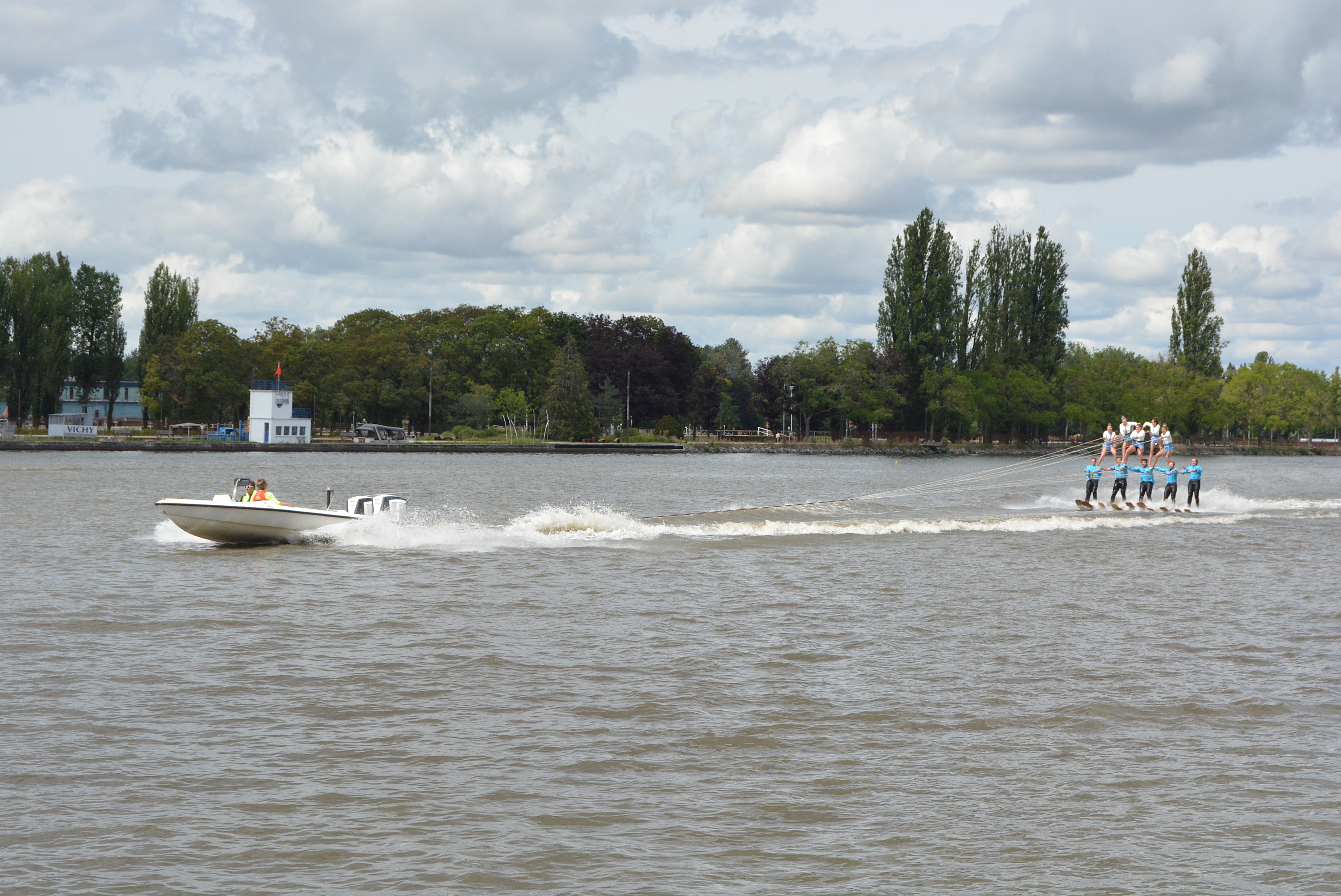
Ski nautique (Youro Kup 2023).
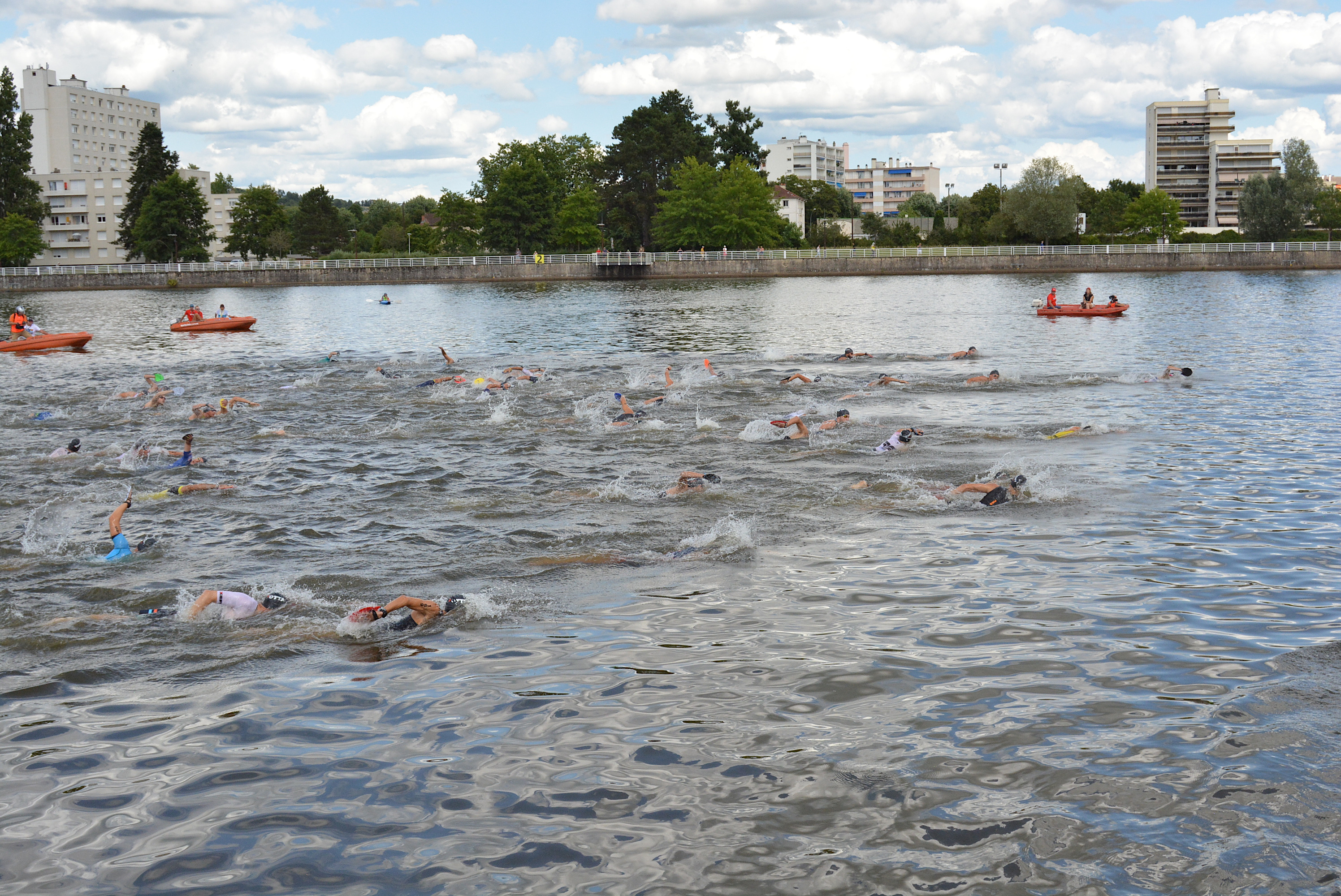
Triathlon et dérivés (Yotta XP 2023).

### Activités sportives
Plusieurs activités sportives peuvent être pratiquées sur le lac d'Allier :
- l'aviron : le Club de l'aviron de Vichy propose aux touristes la découverte de la rivière entre le parc des Bourins et le pont de Bellerive[VHY 4] ;
- le minigolf : certains restaurants installés sur les berges disposent d'un terrain de minigolf et permettent à ses clients de tester cette activité[VHY 4] ;
- la voile : le Club nautique de Vichy propose cette activité.

### Clubs sportifs
- Club nautique de Vichy.
- Club de l'aviron de Vichy.

### Pêche
La pratique de la pêche est possible sur le lac d'Allier sur certaines zones. La pêche de la carpe de nuit y est autorisée toute l'année.

### Navettes fluviales

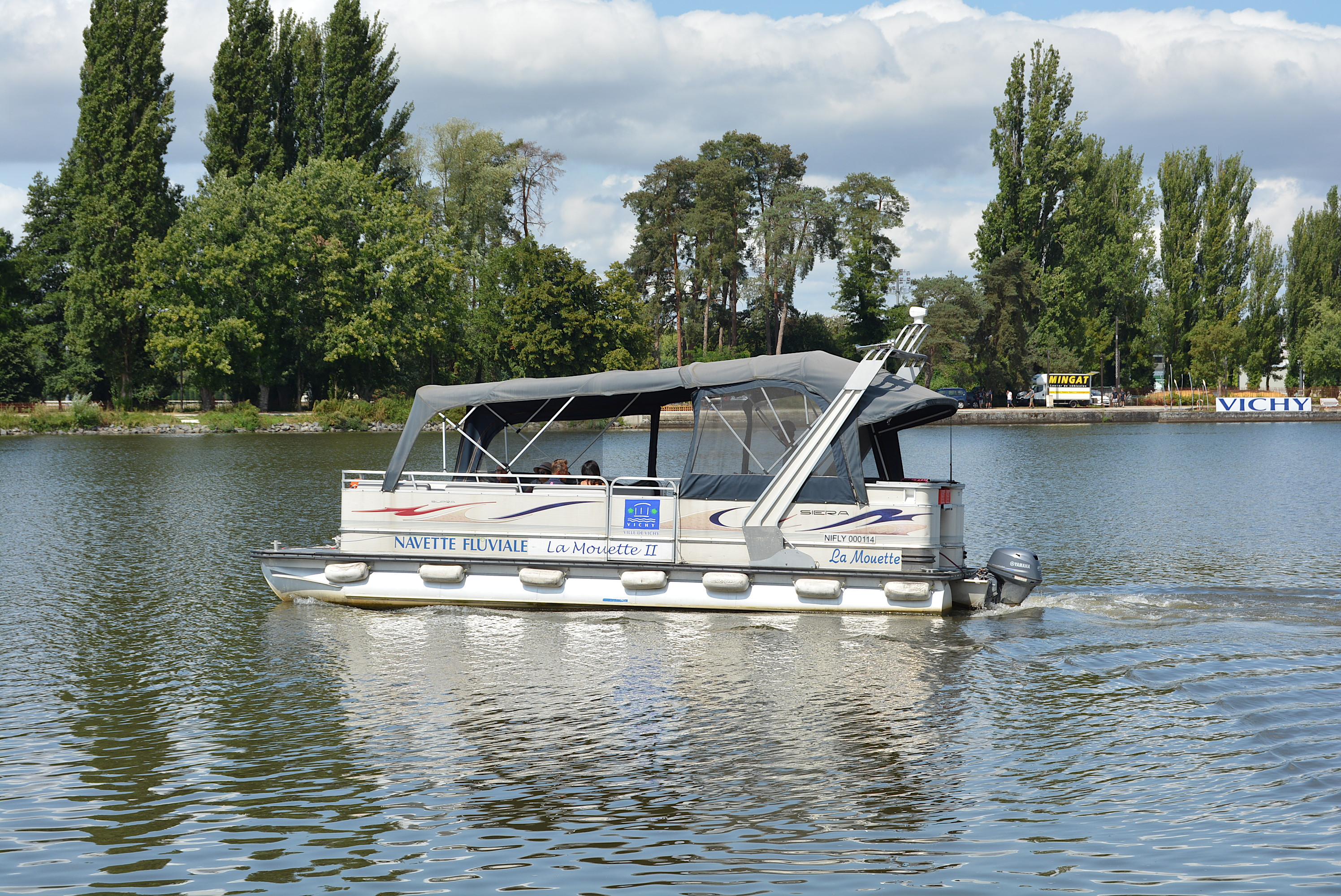
La navette fluviale La Mouette II, en août 2023.

Des navettes fluviales relient, de mai à septembre, la rive droite de l'Allier à la rive gauche :
- La Mouette II, reliant le port de la Rotonde au Sporting Golf et au Sporting Tennis ;
- Le Mirage, reliant le port de la Rotonde à l'hippodrome, les jours de courses.

En mai 2024, deux lignes de navettes fluviales sont créées, en correspondance avec le réseau urbain :
- la ligne 1, reliant le port de la Rotonde à l'hippodrome ;
- la ligne 2, reliant le pont Jacques-Chirac à la boucle des Isles (au droit du restaurant Chez Mémère).

### Voie verte
La rénovation des berges de l'Allier en rive gauche, en 2019, entre le pont de l'Europe et la boucle des Isles, marque l'amorce de la création de la voie verte régionale de découverte de l'Allier : la Via Allier, longue de 435 km dont 27 sur le territoire communautaire de Vichy Communauté, entre Saint-Yorre et Billy.

## Patrimoine
- Zone UNESCO Grandes villes d'eaux d'Europe, à Vichy.
- Bellerive-sur-Allier compte, depuis 2022, deux monuments historiques : le pavillon du golf (attenant au golf du Sporting Club de Vichy) et le bâtiment du tir aux pigeons.

### Rive droite

#### Rotonde du Lac
La Rotonde du Lac (46° 07′ 45″ N, 3° 24′ 55″ E) est un bâtiment construit en 1963 sur le domaine public fluvial de l'État, sur la rive droite de l'Allier. Il est inauguré en septembre 1963 par Pierre Dumas, secrétaire d'État chargé du tourisme dans le deuxième gouvernement Pompidou. Le restaurant, alors appelé « restaurant du Yacht-club » en référence au club résident de sports nautiques situé à proximité, ouvre en mai 1964 et ses premiers dirigeants sont Raymond Oliver et Émile Mignot.
Ce bâtiment circulaire, construit sur pilotis, s'étend sur trois niveaux : un rez-d'eau, un rez-de-chaussée et un étage. Œuvre de l'architecte Louis Marol, il est la propriété de la ville de Vichy depuis 1996, qui renouvelle chaque année l'autorisation d'occupation.
En 1993, le conseil municipal de Vichy, qui souhaitait maintenir une restauration haut de gamme, acte la reprise de la Rotonde par un groupe déjà actionnaire de l'hôtel Aletti. Un restaurant a ouvert en 1994. De nouveaux propriétaires occupent le restaurant au début des années 2000, mais une liquidation judiciaire est prononcée en 2005. La ville de Vichy a engagé, en juin 2008, une opération de rénovation confiée à un cabinet d'architectes local. Les travaux ont coûté 1,7 million d'euros. Les travaux se sont terminés le 2 juillet 2009.
Dès la fin de la rénovation, le site est occupé dès le 7 juillet 2009 par les restaurateurs Marlène Chaussemy et Bruno Cassard, qui gèrent deux restaurants avec deux ambiances différentes. Le 25 octobre 2022, les restaurateurs annoncent la fin de leur activité. Un incendie a toutefois touché la cuisine du restaurant le 28 novembre 2017.
En 2023, dans l'attente d'un repreneur, un pub provisoire a ouvert.
Le 22 septembre 2023, la ville de Vichy annonce la reprise du restaurant de la Rotonde par le groupe Bocuse qui occupera les deux niveaux du bâtiment ; après la signature d'une convention d'occupation du domaine public entre le groupe Bocuse et la ville, le 25 octobre 2024, pour une durée de vingt-neuf ans. Le bâtiment circulaire est occupé par :
- Bocuse Original Comptoir, au rez-de-chaussée, ouvert depuis le 14 juin 2025 : il s'agit de la cinquième implantation en France de ce concept, qui propose des produits de cuisine de rue à la française, tout en voulant « démocratiser l'accès à la gastronomie française »[41] ;
- le restaurant principal La Rotonde Bocuse, à l'étage, ouvert depuis le 28 juin et inauguré la veille[42] : se voulant haut de gamme, il propose les classiques de la maison Bocuse[43].

#### Plage des Célestins

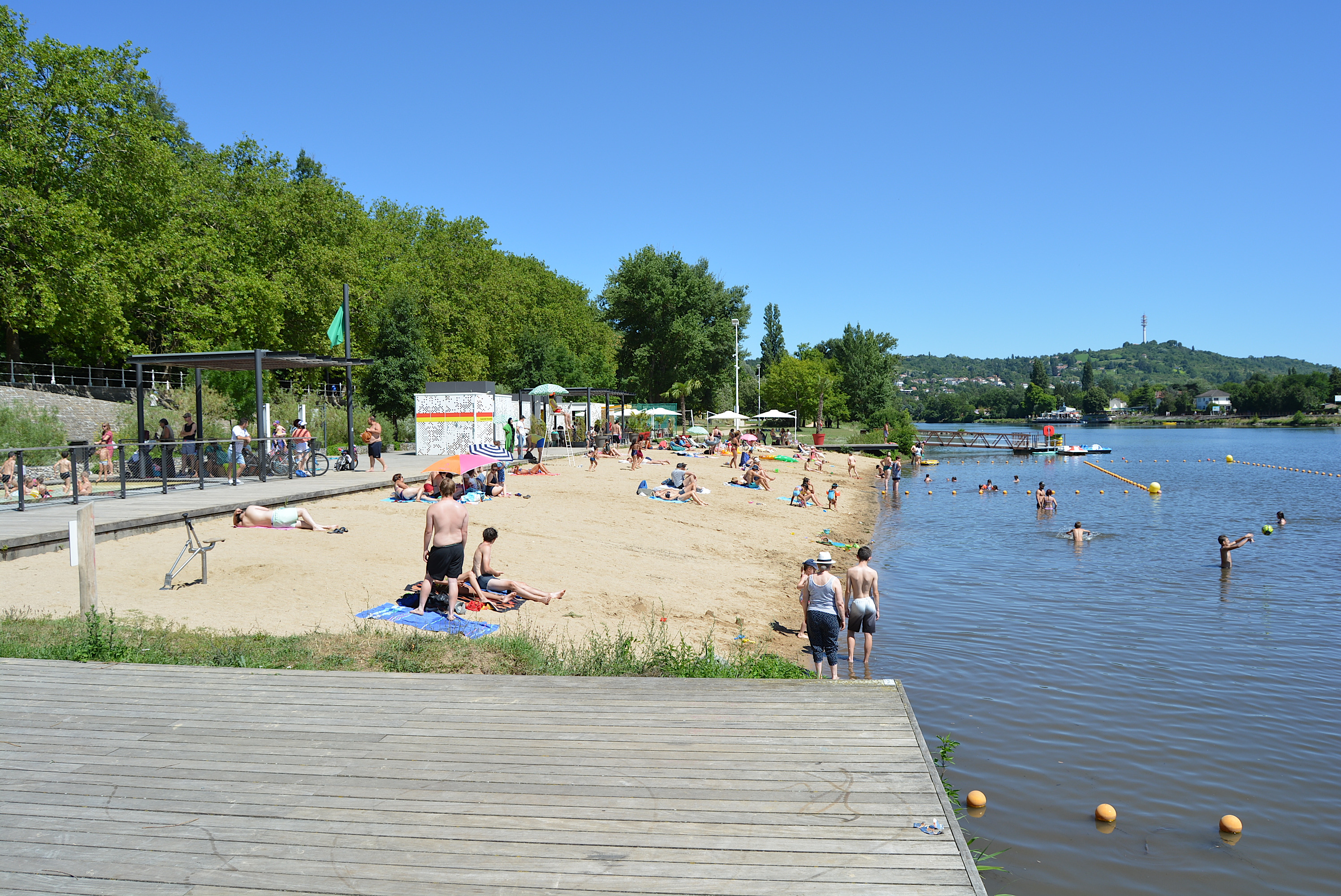
La plage des Célestins en juillet 2023.

La plage des Célestins (46° 07′ 07″ N, 3° 25′ 19″ E) est située en contrebas du parc Kennedy, en rive droite.
Son réaménagement en 2007, sur une surface limitée, marque le retour de la baignade sur la rivière Allier, interdite depuis 1969. Un deuxième réaménagement de la plage a été réalisé en 2014, parallèlement à celui des berges d'Allier, complété par des jeux d'eau.
La plage est composée de deux douches extérieures, de trois cabines de plage ainsi que d'une pataugeoire. Elle est surveillée en juillet et août. Un couloir de nage est également proposé le matin et en fin d'après-midi.
On trouve, à proximité, un terrain de basket-ball et un terrain de beach-volley.
La communauté d'agglomération Vichy Communauté projette de transformer la plage des Célestins en base de loisirs en 2025, en développant les activités nautiques tout en respectant leur impact environnemental.

### Rive gauche

#### Tour des Juges
La Tour des Juges (46° 08′ 21″ N, 3° 24′ 36″ E) est située en bordure du lac d'Allier et du parc omnisports Pierre-Coulon. Créée en 1963, elle est modernisée entre 2009 et 2010 en vue de l'organisation d'une manche des championnats du monde de course en ligne de canoë-kayak.

#### Palais du Lac
Inauguré le 11 mai 1966, cet édifice (46° 08′ 14″ N, 3° 24′ 35″ E), de l'architecte Louis Marol (1902-1969), avait pour but, en vue d'accueillir les compétitions internationales d'aviron, d'héberger les seize bateaux des nations affiliées à la Fédération internationale des sociétés d'aviron. Il accueille aussi des manifestations culturelles.

#### Tennis
Le Sporting Vichy-Bellerive Tennis est situé juste en aval du pont Jacques-Chirac. Les premiers courts ont ouvert en 1923 et sont complétés par un pavillon en 1938 et une piscine en 1939. La Coupe Galéa (équivalent junior de la Coupe Davis) y a été organisée de 1952 à 1991.
Le complexe a été racheté le 5 octobre 2019 à l'occasion de l'inauguration des berges de l'Allier, afin d'en faire un centre interrégional de tennis d'excellence, avec un pôle de formation et des équipements couverts. Prévus pour débuter en 2021 mais retardés en raison d'un appel d'offres infructueux en 2022 et de l'organisation des Virtus Global Games en juin 2023, les travaux de réhabilitation du site n'ont commencé qu'en octobre 2023, et dureront seize mois, avec une livraison complète prévue en 2025, pour un montant de 9,56 millions d'euros avec subventions des conseils régional et départemental, de Vichy Communauté et de la Fédération française de tennis. Le site comprendra dix-sept courts de tennis ainsi que deux courts de padel et un terrain de beach tennis.
Le site comprend également un restaurant :
- d'abord nommé Galéa (en référence à la coupe), la Compagnie fermière envisageait de le fermer en 1998, avant d'être racheté en 2005 par Patrick Corrazzin, dernier patron, et Cyrille Nief. Ce restaurant accueillait une clientèle de cadres d'entreprises ou de joueurs de tennis, et a même recruté en 2009 l'ancien chef étoilé Michel Rubod. Devant la vétusté du bâtiment et « l'entretien coûteux des courts » attenant au complexe, il est racheté par Vichy Communauté en 2019[49]. Le restaurant ferme ses portes le 13 octobre 2019 ;
- prévu pour rouvrir en juin 2020, mais retardé en raison de la pandémie de Covid-19 et du premier confinement, le nouveau restaurant, qui s'appelle désormais le Sporting — nom « moins connoté tennis que le Galea » mais en voulant « garder l'esprit du lieu [et] son histoire », selon Siegfried Janssens, gérant du nouveau restaurant —, conserve les casiers en bois, la toiture du bâtiment et les fenêtres à croisillons ; les nouveaux propriétaires veulent ouvrir le site sur la rive gauche, donnant sur les berges, avec la création d'une guinguette, proposant une offre de restauration plein air[50]. Le nouveau restaurant, dont le bâtiment s'étend sur 550 m2, ouvre le 19 mai 2021[51] ;
- en 2023, ce restaurant change de nom pour devenir le Sporting 1930[réf. souhaitée], puis simplement la brasserie Le 1930, en référence à la décennie de création du pavillon (1938), après des travaux de modernisation avec des éléments art déco[52].